# 樋口信平
樋口 信平（ひぐち しんぺい、1924年 - 2007年3月14日）は、米国ロサンゼルス生まれの日系アメリカ人の宣教師で、牧師。日本で活動した。神学教育の面でも、特に旧約聖書の教育で活躍し、東京基督教短期大学2代目学長を11年間務めた。日本福音キリスト教会連合・横浜キリスト教会名誉牧師。旧日本新約教団の議長を務めた。「ルツ記」の研究で有名である。

## 生涯
- 1924年 米国ロサンゼルス生まれ、戦後極東福音十字軍（現、センド国際宣教団）の宣教師として来日する。
- 1951年 日本聖書神学校で学ぶ。卒業後、新約教団の教会で牧会する。
- 1961年 新改訳聖書の翻訳者に選ばれ、レビ記、士師記、ルツ記、エズラ記、ネヘミヤ記、エステル記を翻訳する。
- 1963年 東京基督教短期大学の教務課長に就任する。
- 1974年 東京基督教短期大学学長に就任する。
- 1985年 東京基督教短期大学学長を退任
- 1986年 日本福音キリスト教会連合横浜キリスト福音教会牧師に就任。
- 1998年 牧師退職後ハワイに帰国し、ホノルルのマキキキリスト教会の日本語部の牧師を勤めたのち引退。
- 2007年 ハワイで病死。

## 著書
- 『パウロの愛の手紙』（ピリピ人への手紙講解説教）、いのちのことば社、1990年
- 『イザヤ書III注解（2）』一粒社
- 『主の御顔を仰ぎ見て』（祈りの神学 : 祈祷学シリーズ）、2002年
- 『今日ダビデの町で』樋口信平・松木祐三共著、一粒社、
- 『聖書の難解箇所の解釈をめざして ― 旧・新約編』、一粒社、2006年